# Wiesław Pawluk
Wiesław Pawluk (Głubczyce, 15 giugno 1956 – Wuppertal, 31 maggio 2015) è stato un sollevatore polacco medagliato europeo, che ha gareggiato nelle categorie dei pesi piuma e nei pesi leggeri.

## Carriera
Militò a livello giovanile nella squadra del LZS Głubczyce e in seguito nell'Odra Opole. A livello nazionale vinse il campionato polacco tre volte nel 1980, 1982 e 1986, si classificò al secondo posto nel 1983 e al terzo posto nel 1981 nei pesi piuma e nel 1985 nei pesi leggeri.
A livello internazionale il risultato migliore fu la medaglia di bronzo ai campionati europei del 1982 di Lubiana. Ai campionati mondiali si classificò al quinto posto nel 1981, al quarto nel 1982 e al sesto nel 1986. Ai campionati europei si piazzò al quarto posto nel 1981 (vincendo la medaglia di bronzo nello slancio) e al quinto posto nel 1986. Fu riserva ai Giochi olimpici di Mosca nel 1980.
Nel 1987 si trasferì in Germania Occidentale, a Wuppertal, dove vinse il campionato nazionale nella categoria dei pesi leggeri nel 1988 e piazzandosi al secondo posto nel 1989. In seguito partecipò ai campionati riservati ai masters.